# Associazione Calcio Legnano 1958-1959
Questa voce raccoglie le informazioni riguardanti l'Associazione Calcio Legnano nelle competizioni ufficiali della stagione 1958-1959.

## Stagione

Mario Longoni, al Legnano dal 1948 al 1955 e dal 1957 al 1960

Il Legnano continua a non avere un presidente neppure in questa stagione; alla guida della società viene confermato il commissario Davide Casero, così come riconfermato è anche l'allenatore Mario Zidarich. Questo campionato è segnato dalla riforma della Serie C, con il ritorno all'organizzazione in più gironi: in particolare il Legnano viene inserito nel gruppo A. Dato che dall'anno successivo si sarebbe passati da due a tre gironi, in questa stagione non sono previste retrocessioni.
Per quanto riguarda il calciomercato, i Lilla sono costretti a cedere alcuni dei suoi pezzi migliori per far quadrare il bilancio. Lasciano il Legnano il portiere Fabio Soldaini e gli attaccanti Emilio Caprile, Aurelio Santagostino, Enzo Mustoni e Karl-Erik Palmér. La rosa è completata con l'arrivo di molti giovani promettenti prelevati da società minori come il portiere Rolando Zernieri, i centrocampisti Giuseppe Dal Porto, Giuseppe Castano, Giuseppe Lattuada, Vincenzo Fontana e gli attaccanti Roberto Bertani e Giampaolo Villa. Inoltre, torna a vestire la maglia del Legnano l'attaccante Luciano Sassi. L'età media è molto bassa, e questo ha delle conseguenze sull'andamento del campionato a causa dell'inesperienza dell'organico.
La stagione 1958-1959 di Serie C per il Legnano si conclude con il 18º posto in classifica nel girone A a 31 punti, a 6 lunghezze dal Pordenone ultimo in graduatoria, e a 27 punti dal Mantova e dal Siena prime in classifica. In Coppa Italia 1958-1959, invece, il Legnano viene eliminato al primo turno dal Varese; questa è l'ultima partecipazione dei Lilla alla coppa nazionale.

## Divise
| Casa |

## Organigramma societario
Area direttiva
- Presidente: -
- Commissario straordinario: comm. Davide Casero

Area tecnica
- Allenatore: Mario Zidarich

## Rosa
| N. |                   | Ruolo | Calciatore         |
| -- | ----------------- | ----- | ------------------ |
|    | Italia (bandiera) | A     | Roberto Bertani    |
|    | Italia (bandiera) | A     | Peppino Bocchio    |
|    | Italia (bandiera) | P     | Bruno Cassani      |
|    | Italia (bandiera) | C     | Giuseppe Castano   |
|    | Italia (bandiera) | C     | Valerio Cerri      |
|    | Italia (bandiera) | C     | Edmondo Colombi    |
|    | Italia (bandiera) | A     | Adelio Crespi      |
|    | Italia (bandiera) | C     | Giuseppe Dal Porto |
|    | Italia (bandiera) | C     | Vincenzo Fontana   |
|    | Italia (bandiera) |       | Garavaglia         |
|    | Italia (bandiera) | D     | Silvano Ghezzo     |
|    | Italia (bandiera) | A     | Giorgio Ive        |
|    | Italia (bandiera) | D     | Natale Lamera      |

| N. |                   | Ruolo | Calciatore        |
| -- | ----------------- | ----- | ----------------- |
|    | Italia (bandiera) | C     | Giuseppe Lattuada |
|    | Italia (bandiera) | P     | Mario Longoni     |
|    | Italia (bandiera) | A     | Remo Morelli      |
|    | Italia (bandiera) | A     | Giacomo Moretti   |
|    | Italia (bandiera) | D     | Angelo Panara     |
|    | Italia (bandiera) | C     | Luigi Parodi      |
|    | Italia (bandiera) | A     | Fulvio Rivolta    |
|    | Italia (bandiera) | D     | Camillo Rossi     |
|    | Italia (bandiera) | D     | Mario Sala        |
|    | Italia (bandiera) | A     | Luciano Sassi     |
|    | Italia (bandiera) | A     | Giampaolo Villa   |
|    | Italia (bandiera) | P     | Rolando Zernieri  |

## Risultati

### Serie C (girone A)

#### Girone d'andata
| Arbitro: | De Robbio (Torre Annunziata) |

|                            |           |                             |
| Morelli 4’ Crespi 76’, 89’ | Marcatori | 16’ Francesconi 78’ Nundini |

| Arbitro: | Zaza (Molfetta) |

|                      |           |         |
| Callegari 72’ (rig.) | Marcatori | 24’ Ive |

| Legnano 5 ottobre 1958 3ª giornata | Legnano            | 0 – 0 | Casale | Stadio Comunale\| Arbitro: \| Vatteone (Oneglia) \| |
| Arbitro:                           | Vatteone (Oneglia) |       |        |                                                     |

| Arbitro: | Rancher (Roma) |

|             |           |                            |
| Savoldi 19’ | Marcatori | 29’ (aut.) Coccoli 39’ Ive |

| Arbitro: | De Marchi (Pordenone) |

|            |           |              |
| Crespi 86’ | Marcatori | 68’ Canavesi |

| Arbitro: | D'Agostini (Roma) |

|                                                                            |           |                                |
| Fantini 2’, 89’ Turatti 15’, 77’ Giagnoni 40’, 51’ Recagni 62’ Micheli 87’ | Marcatori | 28’ (aut.) Giavara 70’ Morelli |

| Legnano 2 novembre 1958 7ª giornata | Legnano             | 0 – 0 | Siena | Stadio Comunale\| Arbitro: \| Francescon (Padova) \| |
| Arbitro:                            | Francescon (Padova) |       |       |                                                      |

| Arbitro: | Zaza (Molfetta) |

|                         |           |             |
| Favalli 23’ Zelioli 85’ | Marcatori | 36’ Morelli |

| Arbitro: | Tavolini (Ferrara) |

|                       |           |             |
| Villa 25’ Morelli 53’ | Marcatori | 11’ Bosisio |

| Arbitro: | De Magistris (Torino) |

|              |           |        |
| Sperotto 23’ | Marcatori | 3’ Ive |

| Arbitro: | Genel (Trieste) |

|           |           |  |
| Villa 46’ | Marcatori |  |

| Arbitro: | Capodagli (Ravenna) |

|             |           |         |
| Turotti 43’ | Marcatori | 28’ Ive |

| Arbitro: | Smorto (Reggio Calabria) |

|                       |           |                         |
| Morelli 21’ Villa 65’ | Marcatori | 39’ Mangini 59’ Corelli |

| Arbitro: | Angonese (Mestre) |

|                                    |           |                  |
| Borella 59’, 86’, 88’ De Paoli 63’ | Marcatori | 69’ (rig.) Villa |

| 4 gennaio 1959 15ª giornata |  | – Turno di riposo LEGNANO |  |  |

| Arbitro: | Borasio (Alessandria) |

|          |           |  |
| Rossi 6’ | Marcatori |  |

| Arbitro: | Leita (Udine) |

|                                                  |           |  |
| Villa 14’ (rig.) Morelli 26’, 68’, 88’ Cerri 83’ | Marcatori |  |

| Arbitro: | Trezza (Verona) |

|                                         |           |           |
| Rossi 11’ Pratesi 23’, 64’ Cocciuti 38’ | Marcatori | 3’ Lamera |

| Arbitro: | Gay (Asti) |

|                                           |           |                                     |
| Villa 23’ Bertani 26’ Ive 39’ Morelli 81’ | Marcatori | 67’ Filippi 68’ Pisetta 82’ Gratton |

| Arbitro: | Rastrelli (Firenze) |

|                |           |  |
| Francescon 68’ | Marcatori |  |

| Arbitro: | Basciu (Genova) |

|                                                   |           |                         |
| Sartore 11’ Rossano 13’ Del Grosso 14’ Pezzot 68’ | Marcatori | 22’, 77’ Ive 37’ Crespi |

#### Girone di ritorno
| Arbitro: | Fiore (Matera) |

|                        |           |  |
| Francesconi 60’ (rig.) | Marcatori |  |

| Arbitro: | Molinari (Genova) |

|                               |           |                       |
| Crespi 22’ Bocchio 48’ (rig.) | Marcatori | 53’ Forin 67’ Facchin |

| Arbitro: | Rancher (Roma) |

|                                          |           |                                 |
| Russi 5’ Corangiu 34’ Gorlani 48’ (rig.) | Marcatori | 37’ Morelli 47’ Rivolta 69’ Ive |

| Arbitro: | Francescon (Padova) |

|           |           |  |
| Villa 87’ | Marcatori |  |

| Arbitro: | Genel (Trieste) |

|                    |           |  |
| Bernasconi 5’, 48’ | Marcatori |  |

| Legnano 22 marzo 1959 27ª giornata | Legnano         | 0 – 0 | Ozo Mantova | Stadio Comunale\| Arbitro: \| Marangio (Roma) \| |
| Arbitro:                           | Marangio (Roma) |       |             |                                                  |

| Arbitro: | Trezza (Verona) |

|              |           |  |
| Giordano 24’ | Marcatori |  |

| Arbitro: | Capodagli (ravenna) |

|             |           |                          |
| Morelli 71’ | Marcatori | 76’ Favalli 90’ Castoldi |

| Arbitro: | Bellotto (Pordenone) |

|               |           |                                |
| Genovesio 45’ | Marcatori | 33’ Crespi 50’ Morelli 78’ Ive |

| Arbitro: | Vatteone (Imperia) |

|  |           |               |
|  | Marcatori | 25’ Mantovani |

| Arbitro: | Orlandi (Torino) |

|            |           |  |
| Caroli 19’ | Marcatori |  |

| Legnano 3 maggio 1959 33ª giornata | Legnano           | 0 – 0 | Carbosarda | Stadio Comunale\| Arbitro: \| Revello (Imperia) \| |
| Arbitro:                           | Revello (Imperia) |       |            |                                                    |

| Arbitro: | Rancher (Roma) |

|                             |           |  |
| Corelli 20’ Castellazzi 43’ | Marcatori |  |

| Arbitro: | Leita (Udine) |

|                               |           |                                |
| Morelli 50’ Allevi 83’ (aut.) | Marcatori | 18’ (aut.) Colombi 39’ Ferrini |

| 17 maggio 1959 36ª giornata |  | - – - Turno di riposo LEGNANO |  |  |

| Arbitro: | Torcini (Firenze) |

|  |           |            |
|  | Marcatori | 71’ Buizza |

| Arbitro: | Vanni (Pisa) |

|               |           |  |
| Galandini 24’ | Marcatori |  |

| Legnano 31 maggio 1959 39ª giornata | Legnano              | 0 – 0 | Sarom Ravenna | Stadio Comunale\| Arbitro: \| Bellotto (Pordenone) \| |
| Arbitro:                            | Bellotto (Pordenone) |       |               |                                                       |

| Arbitro: | Angonese (Mestre) |

|                          |           |             |
| Bernardis 27’ Mungai 70’ | Marcatori | 63’ Morelli |

| Arbitro: | Pastechi (Pisa) |

|                            |           |                                                              |
| Bertani 76’ Ive 80’ (rig.) | Marcatori | 43’ Francescon 50’ Frigerio 67’, 77’ Raffin 74’ (rig.) Galli |

| Arbitro: | Revello (Imperia) |

|                            |           |               |
| Villa 17’ Morelli 22’, 44’ | Marcatori | 47’, 72’ Lugo |

### Coppa Italia

#### Primo turno eliminatorio
| Arbitro: | Righetti (Torino) |

|                                                        |           |                         |
| Angeli 44’ Biondo 90’ Ferrini 96’ De Paoli 114’ (rig.) | Marcatori | 11’ Dal Porto 72’ Villa |

## Statistiche

### Statistiche di squadra
| Competizione | Punti | Totale | Totale | Totale | Totale | Totale | Totale | DR  |
| Competizione | Punti | G      | V      | N      | P      | Gf     | Gs     | DR  |
| ------------ | ----- | ------ | ------ | ------ | ------ | ------ | ------ | --- |
| Serie C      | 31    | 40     | 9      | 13     | 18     | 49     | 66     | -17 |
| Coppa Italia | -     | 1      | 0      | 0      | 1      | 2      | 4      | -2  |

### Statistiche dei giocatori
| Giocatore    | Serie C  | Serie C | Coppa Italia | Coppa Italia | Totale   | Totale |
| Giocatore    | Presenze | Reti    | Presenze     | Reti         | Presenze | Reti   |
| ------------ | -------- | ------- | ------------ | ------------ | -------- | ------ |
| R. Bertani   | 15       | 2       | 1            | 0            | 16       | 2      |
| P. Bocchio   | 8        | 1       | 0            | 0            | 8        | 1      |
| B. Cassani   | 16       | 0       | 0            | 0            | 16       | 0      |
| G. Castano   | 7        | 0       | 0            | 0            | 7        | 0      |
| V. Cerri     | 6        | 1       | 0            | 0            | 6        | 1      |
| E. Colombi   | 28       | 0       | 1            | 0            | 29       | 0      |
| A. Crespi    | 24       | 6       | 1            | 0            | 25       | 6      |
| G. Dal Porto | 6        | 0       | 1            | 1            | 7        | 1      |
| V. Fontana   | 1        | 0       | 0            | 0            | 1        | 0      |
| Garavaglia   | 5        | 0       | 0            | 0            | 5        | 0      |
| S. Ghezzo    | 14       | 0       | 0            | 0            | 14       | 0      |
| G. Ive       | 36       | 10      | 0            | 0            | 36       | 10     |
| N. Lamera    | 34       | 1       | 0            | 0            | 34       | 1      |
| G. Lattuada  | 3        | 0       | 0            | 0            | 3        | 0      |
| M. Longoni   | 23       | 0       | 1            | 0            | 24       | 0      |
| R. Morelli   | 30       | 15      | 0            | 0            | 30       | 15     |
| G. Moretti   | 29       | 5       | 1            | 0            | 30       | 5      |
| A. Panara    | 29       | 0       | 1            | 0            | 30       | 0      |
| L. Parodi    | 35       | 0       | 1            | 0            | 36       | 0      |
| F. Rivolta   | 3        | 1       | 0            | 0            | 3        | 1      |
| C. Rossi     | 24       | 0       | 0            | 0            | 24       | 0      |
| M. Sala      | 11       | 0       | 1            | 0            | 12       | 0      |
| L. Sassi     | 19       | 0       | 1            | 0            | 20       | 0      |
| G. Villa     | 25       | 8       | 1            | 1            | 26       | 9      |
| R. Zernieri  | 1        | 0       | 0            | 0            | 1        | 0      |